# 土岐隼一
土岐 隼一（日语：／ Toki Shun'ichi，1989年5月7日—）是日本男性声優，戰國大名土岐賴純的後裔，身高172cm，血型為A型。出身於東京都。隸屬於WITH LINE。AMUSEMENT MEDIA綜合學院聲優學科畢業，從2013年開始從事聲優活動，曾在數部作品中為主角配音。

## 出演
粗體為主要角色。

### 電視動畫
2014年
- 一週的朋友（店員）
- 狼少女與黑王子（家庭餐廳客人）

2015年
- 歌之王子殿下 真愛革命（行人）
- 櫻子小姐的腳下埋著屍體（托瑪）
- 鑽石王牌 SECOND SEASON（工藤康、青道應援）

2016年
- 腐男子高校生活（富野）
- YURI!!! on ICE（雷歐・德・拉・伊格萊西亞[3]）

2017年
- 不正經的魔術講師與禁忌教典（瑟西魯＝克雷頓）
- 猜謎王（阿邊）
- 狂賭之淵（男學生）
- TSUKIPRO THE ANIMATION（衛藤昂輝[4]）
- 偶像大師 SideM（都築圭）

2018年
- 妖怪旅館營業中（銀次[5]）
- 百鍊霸王與聖約女武神（角兵、兵士、夏斐）
- LORD of VERMILION 紅蓮之王（尾張郁郎）
- 佐賀偶像是傳奇（拍立得會的客人A）
- SSSS.GRIDMAN（辰巳）

2019年
- 龍族拼圖（ツルギ）
- 五等分的新娘（男學生）
- 鬼滅之刃（清）
- 深夜的超自然公務員（韋韋科約特爾〈琥珀〉）
- 南無阿彌陀佛!-蓮台 UTENA-（田所）
- 廚病激發BOY（副會長、籃球社社長）
- 入間同學入魔了！（學生C、安洛瑟·修奈德、頭巾學長）
- 非洲的動物上班族（貓鼬）

2020年
- 地縛少年花子君（蒼井茜）
- A3！ SEASON SPRING & SUMMER（瑠璃川幸）
- 入間同學入魔了！（黑角）
- 魔物娘的醫生（格連·立德拜特）
- 這是妳與我的最後戰場，或是開創世界的聖戰（陣·修勒岡）

2021年
- WAVE!!～來衝浪吧!!～（木戶直哉）
- 花樣滑冰Stars（味方正嗣）
- 轉生成蜘蛛又怎樣！（列斯頓）
- 堀與宮村（男子高中生）
- 決鬥大師 King！（ハイド）
- 入間同學入魔了！第2期（達利、安洛瑟·修奈德、前輩員工、華爾特公園員工、奇怪的傢伙、賣店員工）
- 指尖傳出的真摯熱情2-戀人是消防員-（日高玲）
- TSUKIPRO THE ANIMATION 2（衛藤昂輝）
- 精靈幻想記（史提亞德·攸格諾、少年、騎士、警備兵）
- 東京復仇者（羽宮一虎）
- 陰晴不定的體操哥哥（主持人）
- 吸血鬼馬上死（福間）
- 大正處女御伽話（白鳥策）
- VISUAL PRISON 視覺監獄（少年）
- 名偵探柯南（込山義男）

2022年
- 怪人開發部的黑井津小姐（加農雷鳥、紅房）
- Petit Sekai（神代類）
- 白領羽球部（間柴勇步[6]）
- 薔薇王的葬列（格雷）
- 相合之物（矢間）
- 作為女主角！～被討厭的女主角與秘密的工作～（染谷光一郎）
- 射擊覺醒！激鬥瓶蓋人DX（亞末羅蘭）
- 足球風雲 Goal to the Future（黑川昴流[7]）
- 幕末替身傳說（朔夜[8]）
- OVERLORD IV（弗賴瓦爾茲）
- 惑星公主蜥蜴騎士（日下部太朗）
- 入間同學入魔了！第3期（安洛瑟·修奈德）
- 路人超能100 III（仁井戶）
- 名偵探柯南（北澤一正）
- 人類毛病大學（アンドレ）
- BLEACH 千年血戰篇（死神）

2023年
- 東京復仇者 聖夜決戰篇（羽宮一虎）
- 吸血鬼馬上死2（福間）
- 不相信人類的冒險者們好像要去拯救世界（傑姆[9]）
- 為了養老，我要在異世界存8萬枚金幣（車伕）
- FLAGLIA～暑假物語～[10]（シルバー）
- 入間同學入魔了！第3期（報告筒職員）
- 英雄傳說 閃之軌跡 北方戰役（ジャン）
- 勇者死了！（托卡·史考特、席恩·布雷丹[11]）
- 第二次被異世界召喚（須崎雪[12]）
- 地獄樂（山田淺右衛門期聖[13]）
- 她去公爵家的理由（奇斯·威斯坦伯格[14]）
- 帶著智慧型手機闖蕩異世界。2（克勞德·澤夫·里聶）
- Paradox Live THE ANIMATION（征木北齋[15]）
- 放學後少年花子君（蒼井茜[16]）
- 柚木家的四兄弟（矢城幡老師）
- 東京復仇者 天竺篇（羽宮一虎）
- SHY靦腆英雄（ドキ[17]）

2024年
- 輪迴第7次的惡役令孃，在前敵國享受自由自在的新娘生活（奧利弗[18]）
- 愚蠢天使與惡魔共舞（廣田健作[19]）
- 月刊妄想科學（五郎·佐藤[20]）
- 休假的壞人先生（悪の組織のモブZ[21]）
- 最弱魔物使開始了撿垃圾之旅。（托爾托、瑪爾瑪[22]）
- 吸血鬼男子宿舍（早乙女路卡[23]）
- 轉生為第七王子，隨心所欲的魔法學習之路（巴比倫[24]）
- SHY靦腆英雄 東京奪還篇（ドキ[25]）
- 這是妳與我的最後戰場，或是開創世界的聖戰 Season II（陣·修勒岡[26]）
- 沒能成為魔法師的女孩子的故事（杜克·帕帕洛蒂[27]）
- 重啟人生的千金小姐正在攻略龍帝陛下（傑拉爾德[28]）
- 被逐出队伍的治癒師，其實是最強（馬克魯斯[29]）
- BLUE LOCK 藍色監獄 VS. U-20 日本代表隊（音留徹平[30]）
- 女僕冥土小姐（鰀目錦綺）

2025年
- 青春特調蜂蜜檸檬蘇打（高嶺友哉[31]）
- 地縛少年花子君2（蒼井茜[32]）
- 魔法使的約定（路契爾[33]）
- 我想蹺掉太子妃培訓（萊爾[34]）
- 華Doll* -Reinterpretation of Flowering-（如月薰[35]）
- 受到猩猩之神庇佑的大小姐受到王立騎士團寵愛（辛·庫瓦雷[36]）
- 轉生為白豬貴族的我，運用前世記憶養育雛鳥般的弟弟（羅曼諾夫[37]）
- 轉生為第七王子，隨心所欲的魔法學習之路 第2期（巴比倫[38]）
- Silent Witch 沉默魔女的祕密（尼洛〈人型〉[39]）
- 轉生惡女的黑歷史（尤米·布萊克賽雷納[40]）
- 桃源暗鬼（桃寺神門[41]）
- 妖怪旅館營業中 貳（銀次[42]）
- 魔神創造傳（麥格/須佐之男）

2026年
- 判處勇者刑 懲罰勇者9004隊刑務紀錄（貝涅提姆·雷歐布魯[43]）
- 打工仔的拷問日常（賽羅[44]）
- 轉生之後的我變成了龍蛋（伊爾西亞[45]）

### 劇場動畫
2020年
- HoneyWorks 10th Anniversary“LIP×LIP FILM×LIVE”（染谷光一郎）

2021年
- 再見了，我的克拉默-First Touch（多田野）

2022年
- 特『刀剣乱舞-花丸-』〜月ノ巻〜（松井江）
- 讓我聽見愛的歌聲（王子）

2025年
- 劇場版 世界計畫 崩壞的世界與無法歌唱的初音未來（神代類[46]）

### 遊戲
2013年
- 妖精劍士F（妖聖）

2015年
- 碧藍幻想（喬爾）
- Chaos Dragon 混沌戰爭（歐佛烏斯・甘塔里納）
- 栽培少年（百紅）
- 絕對迷宮 秘密的拇指公主（利澤爾）
- 夢王國與沉睡中的100位王子殿下（堤歐朵爾）

2016年
- 偶像大師 SideM（都築圭）
- 神獄塔 斷罪瑪麗（陽司）
- 鎖鏈戰記〜絆之新大陸〜（龍骨博士雷吉斯）
- 輝星的抗爭（羅塔）
- World Chain（那須與一、弗拉德・三世）

2017年
- 動物偶像（土岐結人）
- 一血卍傑-ONLINE-（西行）
- A3！（瑠璃川幸）
- VBX（赤兎馬蹴斗）
- 契約結婚〜大統領與秘密的新娘!?〜（雪城密）
- 幻想少女（劉備、張郃、顧雍）
- 神擊的巴哈姆特（デュナミス・サプラム）
- 追放選舉（伊純白秋）
- 月野天堂（衛藤昂輝）
- パラノーマルキス -Paranormal Kiss-（椎名夕翔、佐伯柊真、神口ココ）
- 偶像大師 SideM LIVE ON ST@GE!（都築圭）

2018年
- 虔誠之花的晚鐘（雷歐・加法尼斯）
- カルマオンライン -KARMA online-（泰瑟魯）
- 紡之邏輯（宰司）
- DREAM!ing（槙千鶴）
- 噬神者3（澤克・潘尼沃特）

- 美男革命◆愛麗絲與戀之魔法（慕斯=艾特拉斯）

2019年
- 消滅都市0.（ノゾム）
- 問答RPG 魔法使與黑貓維茲（ルタージュ、ヴィルジリオ）
- 魔法使的約定（路契爾)
- 刀劍亂舞（松井江）
- 南無阿彌陀佛！-蓮台 UTENA-（摩虎羅大将、金剛華菩薩）

2020年
- After L!fe: 心願萬花筒 （希里爾）
- 世界計畫 繽紛舞台！ feat.初音未來（神代類）
- Crash Fever（張良）
- 忍者必須死3（阿力）

2021年
- WIND BOYS！（丸山小次郎）
- 百萬美金男孩（夢木）

2022年
- 惡狼遊戲（飯田倫太郎）
- 新楓之谷（夜使者（男））
- TechnoRoid UNISON HEART（ルゥマ）

2023年
- 原神（菲米尼）
- 重返未來：1999 （X）
- 9 R.I.P.（響）

2024年
- 18TRIP（楪 琴之丞）

2025年
- 紅色的鍊金術士和白色的守護者 ～蕾斯萊莉婭娜的鍊金工房～（史雷‧庫洛斯利塔）
- Fate/Grand Order（伐折羅．紅）

### 廣播劇CD
2014年
- 第四十五個故事（日語：四十五番目の話）（宏、田中、旁白）

2015年
- ALIVE Side G.（衛藤昂輝）

2016年
- ALIVE Growth DramaCD（衛藤昂輝）
  - vol.1 圍繞著春天的物語（日語：春を巡る物語）
  - vol.2 心之難題（日語：ココロノパズル）

2017年
- THE IDOLM@STER SideM「Cybernetics Wars ZERO～懷抱願望的機械之子～」（都築圭）
- ALIVE×安利店特急2017夏 全國盤（衛藤昂輝）

2019年
- Paradox Live（征木北齋）
- 華Doll*（如月薰）

2021年
- ENLIGHTRIBE（志津維墨）

### BLCD
2017年
- 愛犬Honey～Amore～（塔羅[63]）
- 我對你的惟命是從（日語：僕は君のいいなり）（林[64]）

2018年
- 實現願望的流星 -Liam-（日語：願いを叶える流れ星 -Liam-）（Liam）
- 我不知道的他們的秘密3（日語：私の知らないの彼らのヒミツ3）（森下勇司）

2022年
- 裡面也請好好疼愛（日語：ナカまであいして）（楪郁巳）

### 電子漫畫
- 我的初戀情人（2014年）
- BeeTV 心中的鈕扣（2016年）（古閑衛人[65]）

### 廣播節目
粗體為放送中。※為網路配信。
- Strawberry Session（2015年 - 2017年 ニコニコ生放送※）
- LIVE B's-LOG（2015年 - 2016年 ニコニコ生放送※）
- 土岐隼一のラジオ・喫茶トキノワ（2016年 ニコニコ動画※）
- チョクラジ！（2017年 チョクメ！官網※）[66]
- Voice Legal 裁判所（2018年 himalaya※）[67]
- Radio 妖怪旅館營業中 〜一起在妖怪旅館聊天吧〜（2018年 音泉※）[68]
- 偶像大師 SideM Radio 315 Pro Night!（2018年 ニコニコ生放送※）
- 土岐隼一 ラジオ“Time with You”（2019年 超!A&G+※）[69]

### 網路電視
粗體為放送中。※為網路配信。
- モテ福（2016年 - 2017年 テレ玉）ドキ・ツボル、アニメ予報士 ミタマンマ☆星矢
- Fami通 App for girls 的 Girls Scope（2016年 Periscope※）MC

### 映像商品
- &6alleinの4/6! It’s HEAT
- TSUKIPRO THE ANIMATION vol.1 - 4
- 月Pro ch. Season2 vol.1 - 3
- モテ福5 - 7

### 其他
- フラガリアメモリーズ （页面存档备份，存于）（ロマリシュ)